# Brightwalton
Brightwalton är en ort och civil parish i Storbritannien.   Den ligger i kommunen West Berkshire i riksdelen England, i den södra delen av landet, 90 km väster om huvudstaden London. Brightwalton ligger 185 meter över havet och antalet invånare är 366.
Terrängen runt Brightwalton är huvudsakligen platt. Brightwalton ligger uppe på en höjd. Runt Brightwalton är det ganska tätbefolkat, med 207 invånare per kvadratkilometer. Närmaste större samhälle är Abingdon, 19,2 km norr om Brightwalton. Trakten runt Brightwalton består till största delen av jordbruksmark.